# Of Wars in Osyrhia
Albums de Fairyland
Realms Of Wonder The Fall Of An Empire
Of Wars In Osyrhia est le premier album studio du groupe français de power metal à tendance speed symphonique Fairyland. Sorti en 2003, c'est un album-concept sur le monde imaginaire d'Osyrhia, créé par Willdric Lievin et Philippe Giordana.

## Composition du groupe
- Elisa C.Martin : chant
- Anthony Parker : guitare
- Willdric Lievin : guitare, basse, batterie
- Philippe Giordana : claviers et chœurs

## Liste des chansons de l'album
1. And So Came The Storm - 1:25
2. Ride With The Sun - 4:54
3. Doryan The Enlightened - 5:44
4. The Storyteller - 3:47
5. Fight For Your King - 5:44
6. On The Path To Fury - 5:37
7. Rebirth - 4:30
8. The Fellowship - 6:24
9. A Dark Omen - 5:57
10. The Army Of The White Mountains - 5:59
11. Of Wars In Osyrhia - 10:51